# Route nationale 738
Pour les articles homonymes, voir Route 738.
La route nationale 738 ou RN 738 était une route nationale française reliant la RN 725 au Quarteron. À la suite de la réforme de 1972, elle a été déclassée en RD 738.

## Ancien tracé de la RN 725 au Quarteron (D 738)
- RN 725, dans la commune d'Amberre
- Thénezay
- La Ferrière-en-Parthenay
- Saint-Martin-du-Fouilloux
- Vausseroux
- Vautebis
- Le Quarteron, commune de Chantecorps